# The Cousins
The Cousins is een Belgische gitaarband ontstaan eind jaren vijftig die onder meer de single Kili Watch uitbracht.
De band startte onder de naam ‘Les jeunes équipes’, maar geïnspireerd door hun veelvuldige optredens in de dansclub Les Cousins nabij de Brusselse Grote Markt wijzigden ze de naam naar 'The Cousins'. In 1960 werd de band ontdekt door platenbaas Jean Kluger. Ze scoorden dat jaar een grote hit met Kili Watch, waarvan een miljoen singles verkocht werden. Het nummer was een adaptatie van een indianenliedje dat bassist Gust Derese (1929-2014) bij de scouts had geleerd. 
The Cousins hadden ook de pers en de toen opkomende tienerbladen mee, vermits zij de eerste Belgische "Rock-'n-roll"-band waren die het ook buiten België konden waarmaken. 
Het succes van ‘Kili Watch’ zorgde voor onenigheid in de band omtrent de royalty's. Nadat componist Gustave Derese de auteursrechten van de gigantische hit op zijn naam bij SABAM had laten deponeren, verliet hij de groep. Hij stichtte later de minder succesvolle band ‘The Killy Jacks’.
Voortbouwend op ‘Kili Watch’ bleef de band een vijftal jaar gelijkaardige singles uitbrengen, zoals ‘Kana Kapila’ (1961), ‘Dang Dang’ (1961) en ‘Pepermint Twist’ (1962). Het succes van ‘Kili Watch’ evenaarden ze niet meer. De andere singles haalden ook buiten België de hitlijsten zoals in Duitsland, Italië, Frankrijk, Denemarken, Argentinië en Zaïre. In Argentinië namen The Cousins de verspaanste naam ‘Los Primos’ aan en verkregen ze de status van halfgoden.
Eind 1966 vond de band het mooi geweest. Gedurende twintig jaar kwamen The Cousins sporadisch nog samen, onder meer ter gelegenheid van de “Golden Oldies” en de “Diamond Awards”.
Op 18 september 2017 overleed zanger-gitarist André Van den Meersschaut op 80-jarige leeftijd.